# 松茂パーキングエリア
松茂パーキングエリア（まつしげパーキングエリア）は、徳島県板野郡松茂町長岸にある徳島自動車道のパーキングエリアである。松茂スマートインターチェンジを併設しており、本稿ではこの施設についても記載する。

## 歴史
- 2012年（平成24年）4月17日 : 設置認可[2]。
- 2013年（平成25年）7月17日 : 併設のスマートインターチェンジの名称を松茂スマートインターチェンジに名称決定[2]
- 2015年（平成27年）3月14日 : 供用開始[3]。

## 施設

### 上り線（高松・淡路島方面）
- 駐車場[4]
  - 大型：5台
  - 小型：10台
  - 二輪：4台
  - トレーラー：1台
  - 身障者用
    - 小型：1台
- トイレ[4]
  - 男性：大2（和式1・洋式1）・小3
  - 女性：5　（和式1・洋式4）
  - 身障者用：1
- 災害対応型自動販売機[4]
- スマートIC[4]
入口・出口利用共に、全ての施設の利用は不可。

### 下り線（川之江方面）
- 駐車場[5]
  - 大型：5台
  - 小型：10台
  - 二輪：4台
  - トレーラー：1台
  - 身障者用
    - 小型：1台
- トイレ[5]
  - 男性：大2（和式1・洋式1）・小3
  - 女性：5　（和式1・洋式4）
  - 身障者用：1
- 災害対応型自動販売機[5]
- スマートIC[5]
入口利用の場合、全ての施設の利用は不可。

## 松茂スマートインターチェンジ
松茂スマートインターチェンジ（まつしげスマートインターチェンジ）は、徳島自動車道の松茂パーキングエリア（PA）に併設されているスマートインターチェンジである。
- 運用時間：24時間[4][5]
- 対応車種：ETC車載器を搭載した全長12m以下の全車種[4][5]
- 利用可能方向：全方向[4][5]
- 備考（上り線）[4]
入口・出口利用共に、PA内の全ての施設の利用は不可。
- 備考（下り線）[5]
入口利用の場合、PA内の全ての施設の利用は不可。

### 歴史
- 2015年（平成27年）3月14日 : 供用開始[3]。

### 周辺
- 徳島飛行場（徳島阿波おどり空港）
- 徳島とくとくターミナル
- 松茂中央公園
- 松茂運動公園
- 向喜来緑地
- ふれあいきゅうない公園
- 中喜来春日神社
- 呑海寺

### 接続する道路
- 徳島県道40号徳島空港線 - 供用と同時に国道11号交点から当スマートICまで延伸された。

## 隣
E11 / E32 徳島自動車道
(7) 鳴門JCT - (1-1) 松茂PA/SIC - (8) 徳島JCT - (1) 徳島IC